# Herten (Duitsland)
Herten is een stad en gemeente in de Duitse deelstaat Noordrijn-Westfalen, gelegen in de Kreis Recklinghausen. De gemeente telt 61.860 inwoners (31 december 2020) op een oppervlakte van 37,31 km².

## Stadsindeling en bevolkingscijfer
Herten is bestuurlijk in negen districten verdeeld: Scherlebeck, Langenbochum, Disteln, Paschenberg, Herten-Mitte, Herten-Südwest, Herten-Südost, Bertlich en het grootste stadsdeel Westerholt.
De gemeente heeft een oppervlakte van 3.731 hectare.

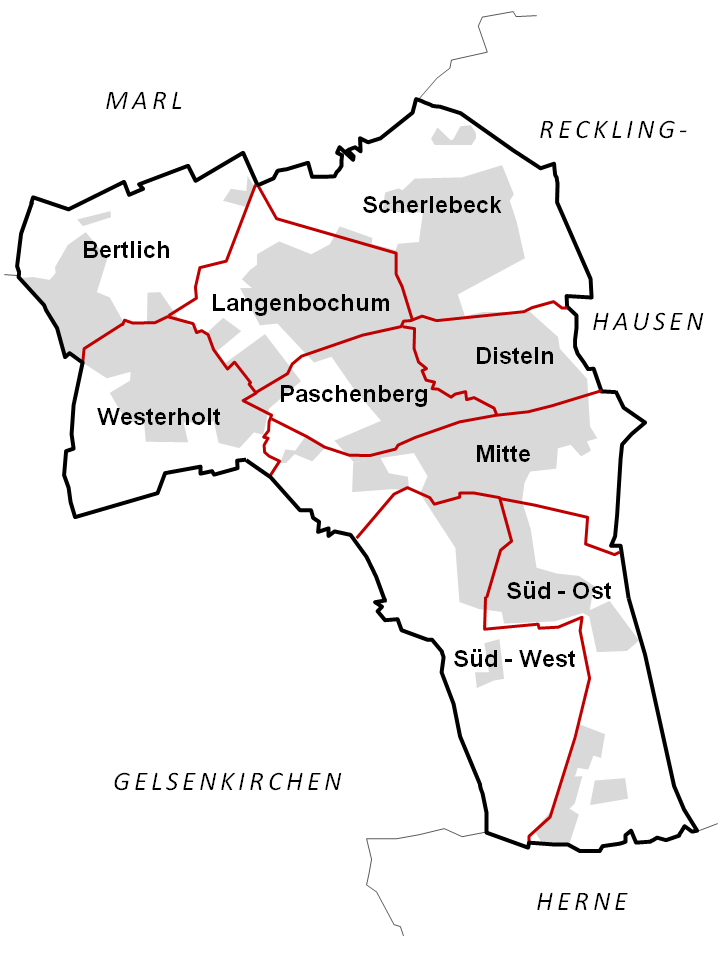
Stadsdelen van Herten

Per 31 december 2022 hadden de Hertense stadsdelen de volgende aantallen inwoners:
| stadsdeel      | aantal inwoners |
| -------------- | --------------- |
| Scherlebeck    | 6.923           |
| Langenbochum   | 7.973           |
| Disteln        | 6.833           |
| Paschenberg    | 6.360           |
| Herten-Mitte   | 8.832           |
| Herten-Südwest | 6.247           |
| Herten-Südost  | 5.592           |
| Bertlich       | 3.462           |
| Westerholt     | 10.995          |
| Totaal         | 63.217          |

Per  31 december 2022 was van de inwoners van de gemeente Herten 28,7 % rooms-katholiek, 24,5 % evangelisch-luthers, en 47,8 % aanhanger van een andere geloofsgemeenschap, dan wel atheïst.

## Ligging, verkeer, vervoer
De gemeente Herten ligt in het hart van het Ruhrgebied. Het landschap en het stadsbeeld worden gekenmerkt door de gevolgen van de aanwezigheid gedurende de 20e eeuw van twee zeer grote kolenmijnen in de gemeente en twee juist buiten de stadsgrenzen.

### Buurgemeentes
- Aan de noordkant: Marl
- Aan de oostkant: Recklinghausen
- Aan de west- en zuidwestkant: Gelsenkirchen
- Aan de zuidkant: Herne

### Wegverkeer
De Autobahn A2 (Oberhausen–Recklinghausen–Dortmund–Bielefeld–Hannover–Magdeburg–Berlin) loopt door het zuiden van de gemeente (afrit 7 Herten).  Iets ten oosten van de gemeentegrens loopt Autobahn A43 (Münster–Recklinghausen–Wuppertal) (afrit 11 Recklinghausen/Herten). Autobahn A42 (Dortmund–Duisburg–Kamp-Lintfort) heeft in Gelsenkirchen een afrit in Herne-Wanne. (nr. 19, dan 5 km naar het noorden rijden).

### Openbaar vervoer

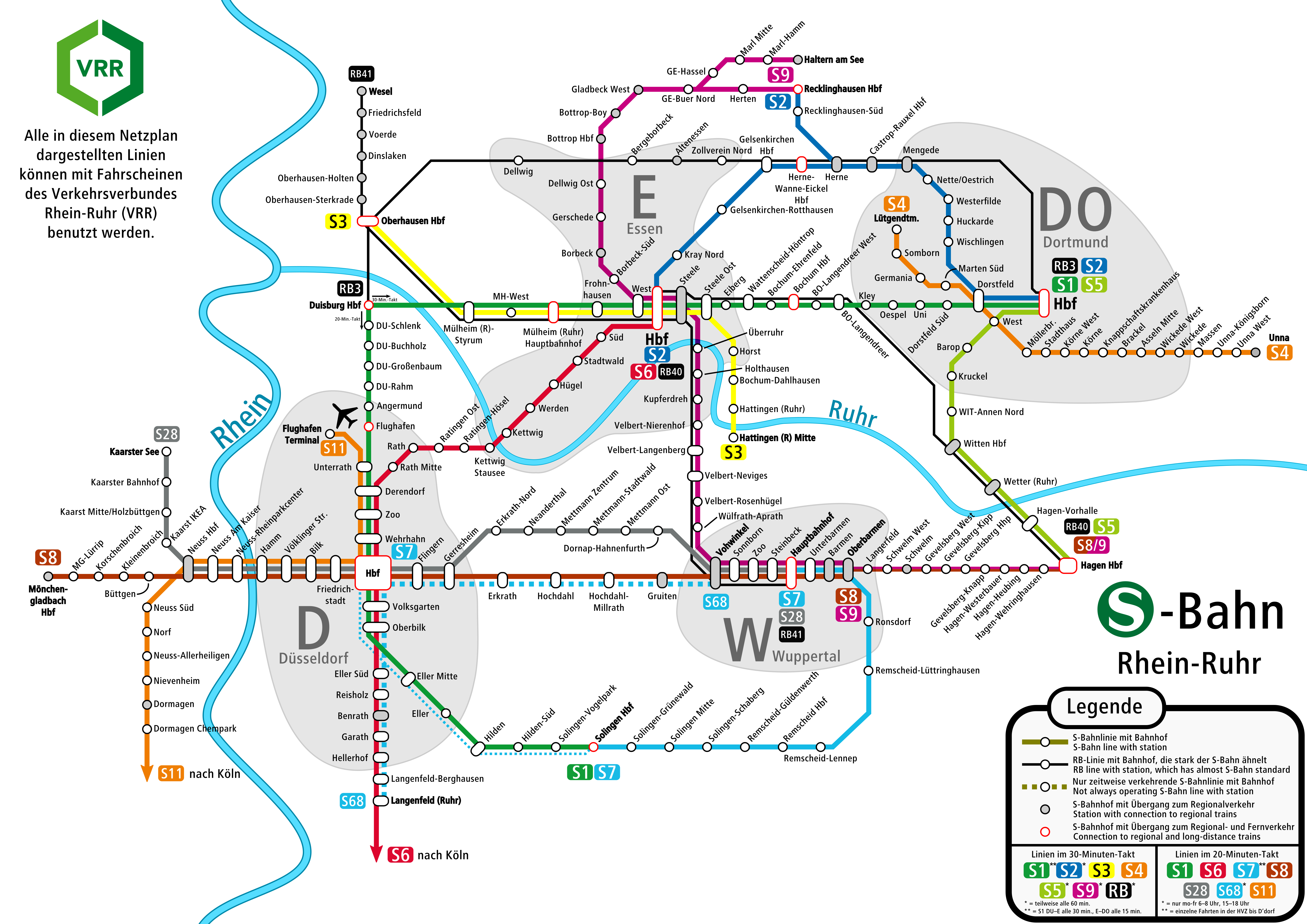
S-Bahn Rhein-Ruhr lijnennetkaart, zie lijn S9 bovenaan kaart
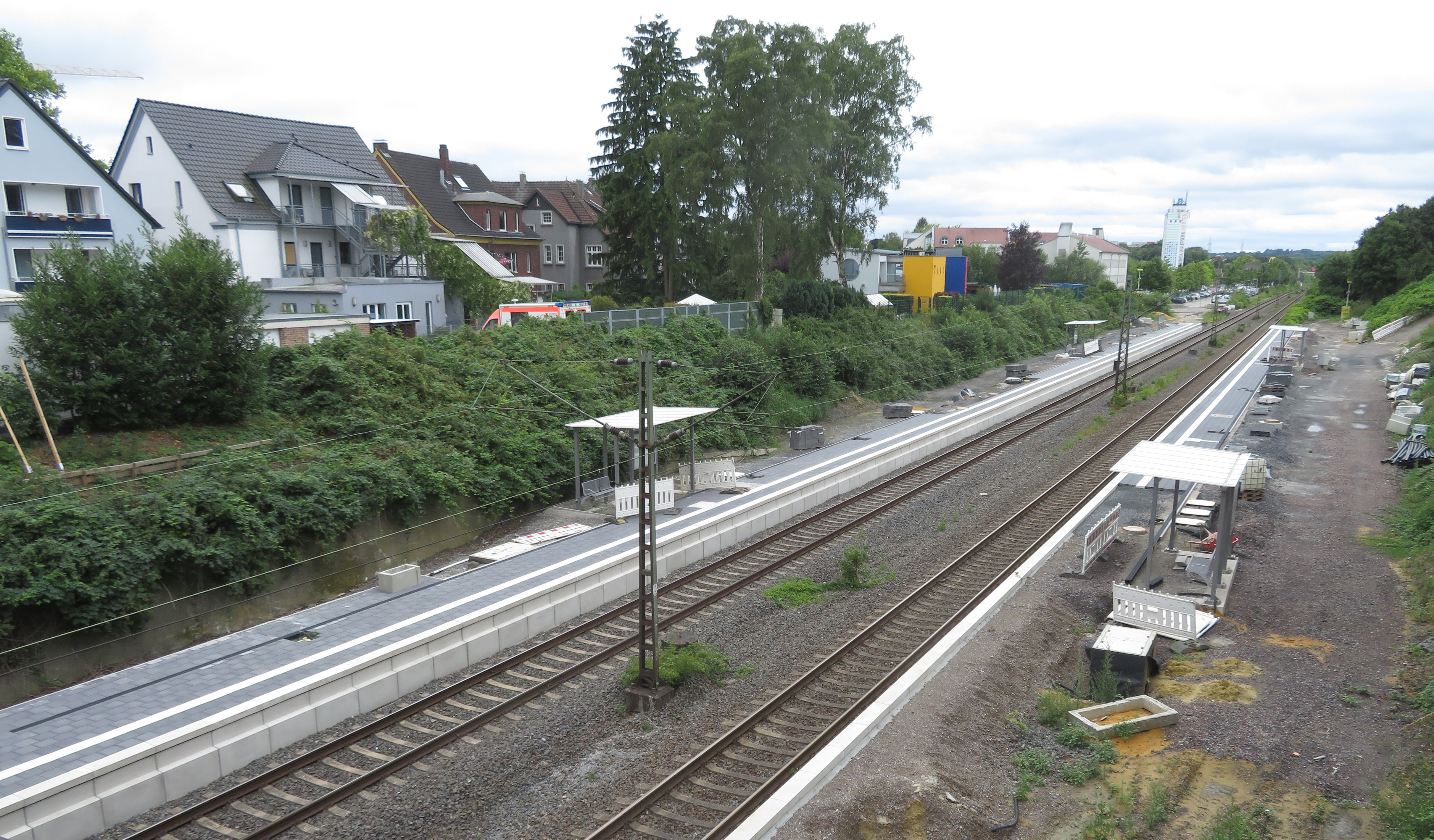
Juli 2022: nieuwe spoorweghalte in Herten (in stadsdeel Herten-Mitte)

Herten was met zijn 60.000 inwoners de grootste Duitse stad waar geen trein stopte. Enkele spoorlijnen in de gemeente zijn na de mijnsluitingen opgebroken en deels verwijderd. Treinreizigers moesten vanuit Recklinghausen Hauptbahnhof, Wanne-Eickel Hauptbahnhof of Gelsenkirchen-Hassel per bus, taxi of met de fiets verder reizen. De S-Bahn Rhein-Ruhr doet Herten met lijn 9 naar Recklinghausen aan. In december 2022 kwam een nieuwe treinhalte Herten gereed, vanaf december 2024 wordt er ook in het stadsdeel Westerholt gestopt.  
De spoorlijn Oberhausen-Osterfeld Süd - Hamm loopt door Herten en Westerholt heen, maar deze was eerder alleen door goederentreinen gebruikt.
Ander busvervoer wordt door de Vestische Straßenbahnen (sinds 1982 geen tram meer) verzorgd.

## Economie
De locatie van de in 2001 gesloten kolenmijn Zeche Ewald is ten dele in gebruik bij ondernemingen, die elektriciteit uit waterstof en biomassa opwekken, en ten dele bij logistieke en handelsbedrijven. De locatie van de Schlägel & Eisen is o.a. als winkelcentrum (meubel- en doe-het-zelf-zaken) in gebruik. Verder staat er een zeer grote windturbine. Bedrijven binnen de stad van enige betekenis zijn o.a. een bottelarij van Coca-Cola, een afvalrecyclingbedrijf, een vleesverwerkend bedrijf en een afdeling van het tram- en stadsbusbedrijf van Recklinghausen; alle vier met meer dan 400 werknemers. Daarnaast is er midden- en kleinbedrijf van lokale en regionale betekenis.

## Geschiedenis
In 1050 werd in een register van de Abdij Werden de plaats "Herthene" vermeld, de eerste keer, dat Herten in het licht der geschiedenis treedt.
Herten behoorde van de middeleeuwen tot aan de Napoleontische tijd toe aan het Keurvorstendom Keulen of aan leenmannen daarvan.
Deze leenmannen resideerden vanaf ongeveer 1350 in het -nog bestaande- kasteel (Wasserschloss Herten). Eén van die leenmannen beschikte in de 14e eeuw over een zegel, waarin een hertengewei voorkwam; dit gewei is als symbool overgenomen in het gemeentewapen van Herten.
Na 1803 kwam het uiteindelijk in het Koninkrijk Pruisen en vanaf 1871 in het Duitse Keizerrijk te liggen.
Herten was tot ca. 1872 een vrij arm boerendorp met minder dan duizend inwoners. Na de ontdekking van steenkool in de bodem begon in 1872 met de mijnbouw een snelle groei. Veel arbeiders moesten van elders worden aangetrokken, o.a. uit Polen en, in 1953, uit Zevenburgen in het huidige Roemenië. In 1936 werd zowel aan Herten als aan Westerholt, dat later een stadsdeel van Herten zou worden, stadsrecht toegekend. De Tweede Wereldoorlog trof Herten minder zwaar dan vergelijkbare mijnsteden; "slechts" 16% van de stad was aan het eind van de oorlog verwoest. In de mijn Schlägel & Eisen werden van 1941 tot 1945 onder onmenselijke omstandigheden dwangarbeiders uit de Sovjet-Unie te werk gesteld. Verscheidenen onder hen kwamen er om het leven, onder meer als gevolg van uitputting, martelingen of ondervoeding. Op het hoogtepunt van de mijnbouwactiviteiten (1975-1995) had Herten circa 70.000 inwoners; na 1995 trad met het stilleggen van de kolenmijnen ook een lichte daling van het bevolkingscijfer in.
De belangrijkste kolenmijn van Herten was de Zeche Ewald, waarvoor het graven van de eerste mijnschachten in 1872 begon. De mijn was productief van 1877 tot 2001. De andere grote kolenmijn was de Schlägel & Eisen (productief van 1873-2000).  In deze laatste mijn gebeurde in oktober 1973 een ernstig ongeluk, dat zeven mensen het leven kostte. Op duizend meter diepte brak brand uit. Eén mijnwerker raakte door het vuur ingesloten. Van een brandweerploeg die tevergeefs probeerde, hem te redden, kwamen ook 6 mannen om het leven. De brand was pas na drie dagen gedoofd.

### Stadsuitbreiding door gemeentelijke herindelingen
- 1 april 1926: Bauerschaften (gehuchten) Ebbelich, Disteln, Langenbochum en Scherlebeck van de opgeheven Landgemeinde Recklinghausen
- 1 januari 1975: De stad Westerholt en het Ortsteil Bertlich van de voormalige gemeente Polsum (Polsum zelf kwam bij Marl).

## Bezienswaardigheden en evenementen
- Slot Herten (Wasserschloss Herten): enkele zalen in het hoofdgebouw van het kasteel zijn geopend voor publiek, wanneer daar muziekuitvoeringen plaatsvinden. Men kan deze zalen ook huren voor het houden van bruilofts- en andere feesten, vergaderingen, concerten enz. In het kasteel en het park eromheen worden jaarlijks enige belangrijke evenementen gehouden, waaronder een kunstbeurs en een folkmuziekfestival. De voorburcht en de grootste helft van het hoofdgebouw zijn niet toegankelijk, omdat daarin een psychiatrisch ziekenhuis gevestigd is. Wel is er in nog een ander vertrek van het kasteel een exclusief restaurant gevestigd.
- Het vrij toegankelijke park van bovengenoemd kasteel, met fraai, oud geboomte en het aangrenzende Schlosswald zijn, dicht bij het stadscentrum, een geliefd gebied voor wandelingen.
- Geen toeristische attractie, maar wel zeer markant zijn de twee 30 meter hoge watertorens van Herten. Met hun capaciteit van ongeveer 4.000 à 5000  kubieke meter zijn ze de grootste nog in gebruik zijnde watertorens van geheel Duitsland.
- De mijnafvalberg Halde Hoheward (153 m boven zeeniveau), ankerpunt van de Route der Industriekultur, is een fraai uitzichtpunt, voorzien van een zgn. horizon-observatorium, een zonnewijzer en enige markante kunstobjecten.  De heuvel maakt deel uit van een na 2010 gerealiseerd landschapspark. Hier dichtbij staat het bezoekerscentrum Hoheward, waar de toerist informatie van diverse aard over het gebied en zijn bezienswaardigheden kan verkrijgen.
- De kleinere, 70 m hoge, Halde Hoppenbruch is voorzien van onder andere een sculpturenpark dicht bij de top, met als thema: windenergie. Er is ook een nieuw geplant klein bos. Over de hellingen loopt een weg, die als trainings- en wedstrijdparcours voor de mountainbike- en wielersport dienst doet.
- Op de mijnlocatie van de Zeche Ewald zijn na de sluiting in 2001  talrijke mijngebouwen als industrieel erfgoed behouden en verbouwd voor nieuwe bestemmingen. Eén daarvan is het Theater RevuePalast Ruhr. Dit biedt opvallende voorstellingen, waarbij travestie vaak een rol speelt. Er worden echter ook  tv-talkshows en andere bekende Duitse tv-programma's opgenomen. Ook de Malakow-toren van de mijn is bewaard gebleven.
- Op de mijnlocatie van de Zeche Ewald worden regelmatig opvallende, internationaal aandacht trekkende, evenementen gehouden, waaronder het Kustom Kulture Forever-festival met de Kustom Kulture Tattoo Show
- Op de locatie van de voormalige kolenmijn Schlägel & Eisen is in een van de gebouwen een klein mijnbouwmuseum ingericht.
- Stedelijke beeldenroute, 18 sculpturen in de openbare ruimte (1980-2000)
- Het plaatsje Westerholt:

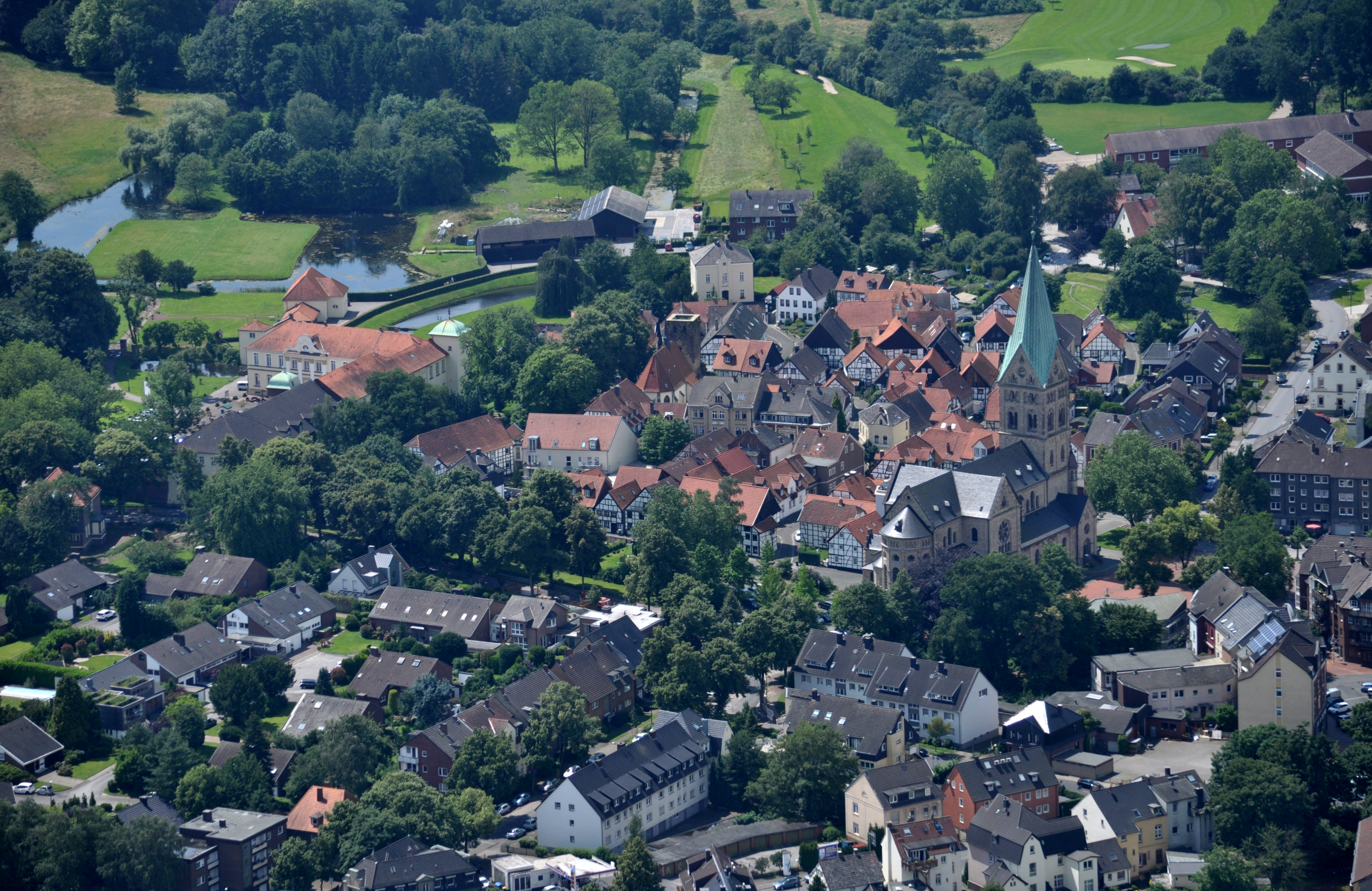
Westerholt. Links het kasteel, in het midden het oude dorp (Alte Freiheit) daaromheen de woonwijken voor de mijnwerkers
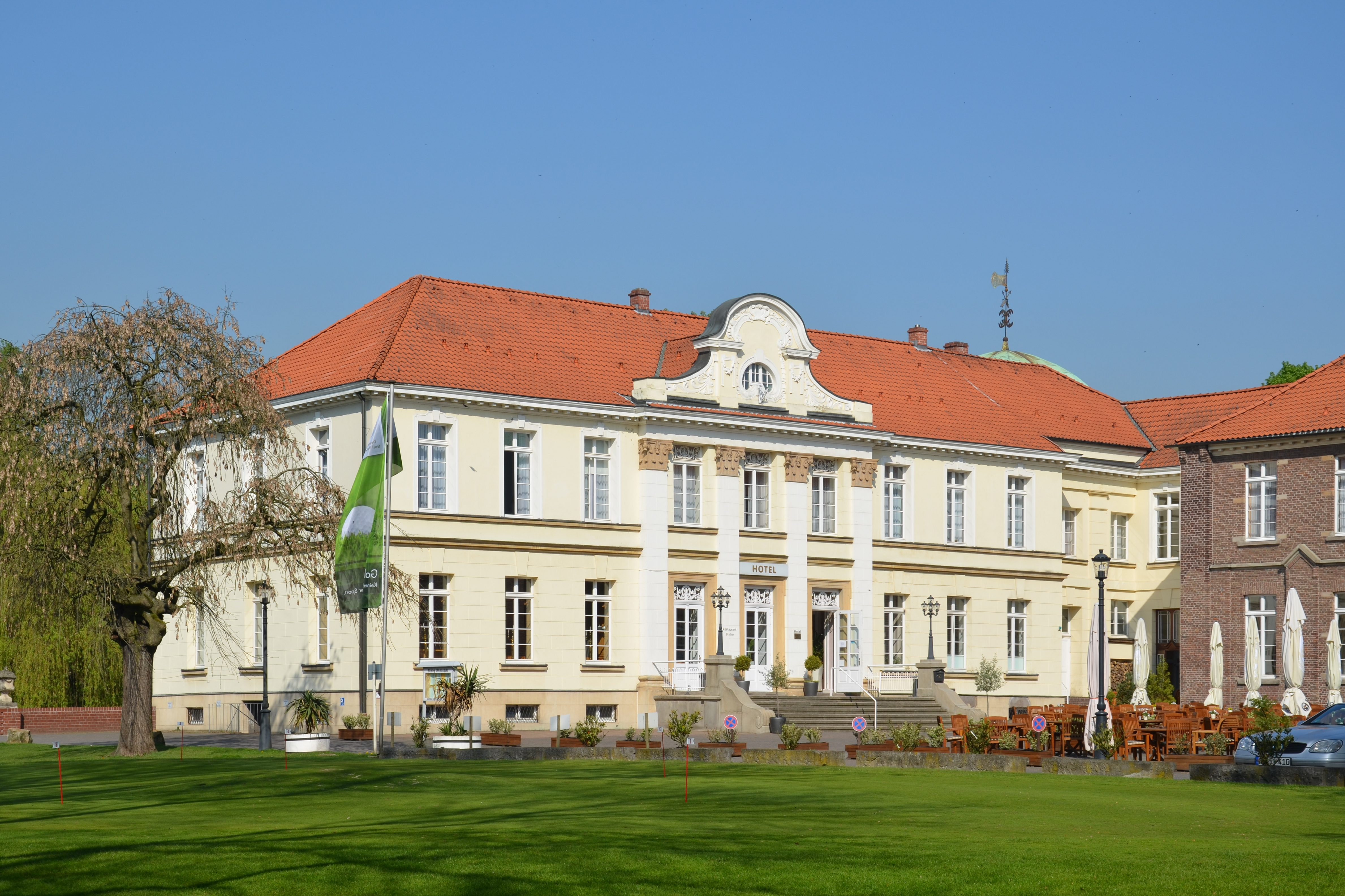
Hoofdgebouw Schloss Westerholt
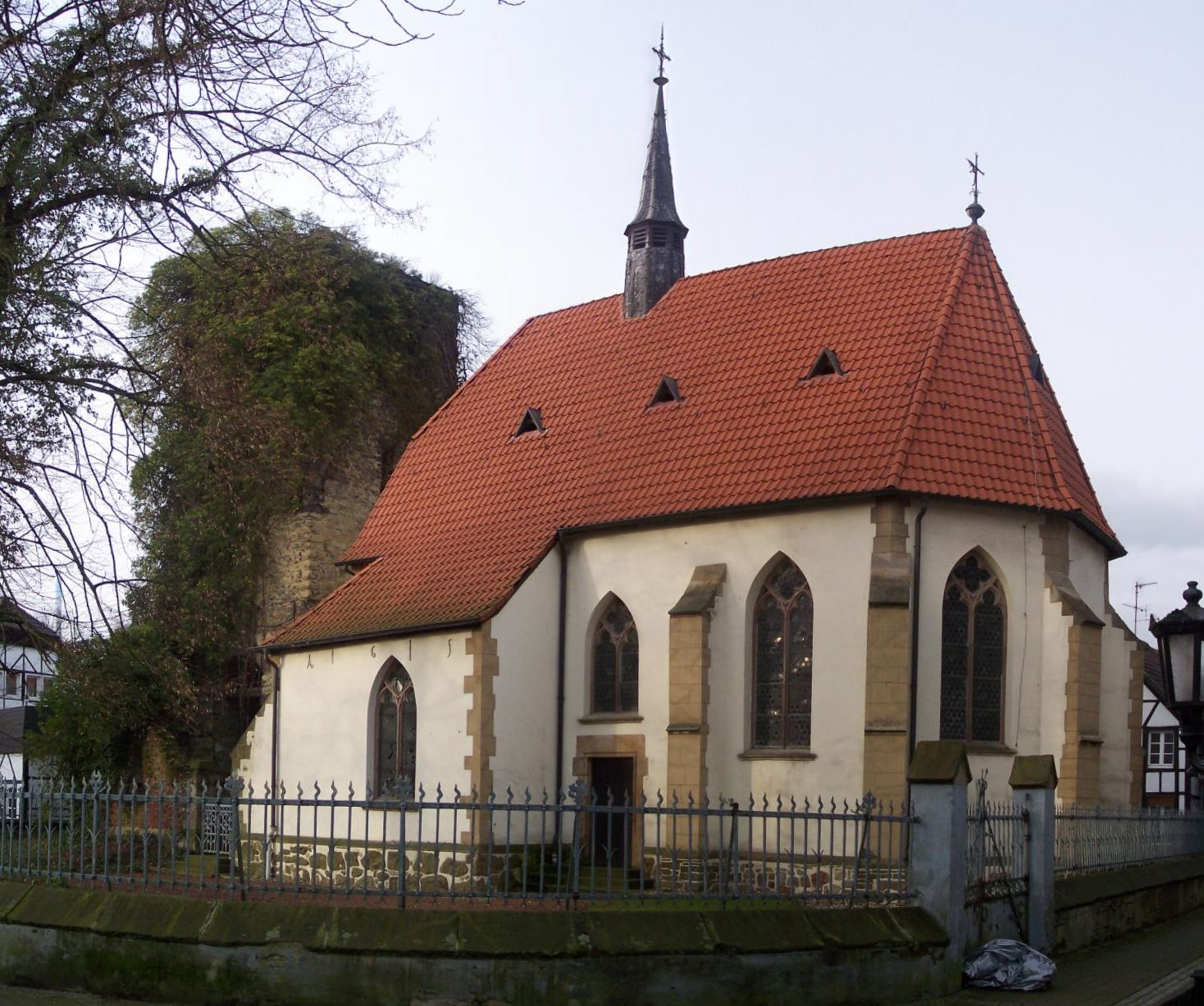
Slotkapel
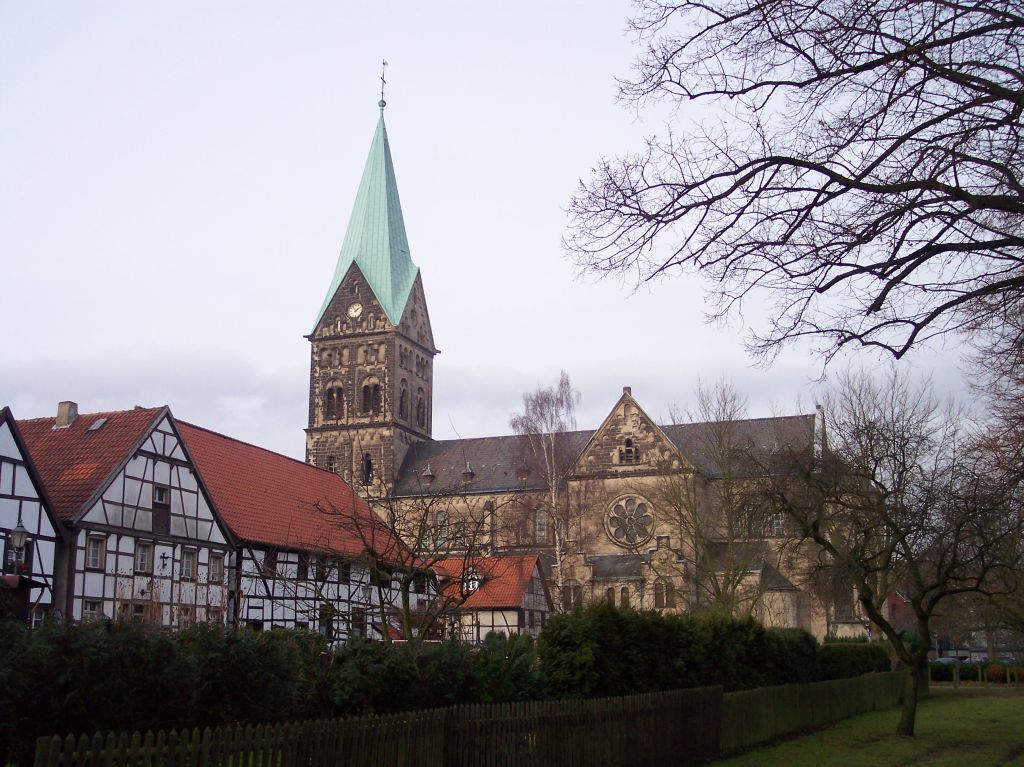
Gezicht op de „Alte Freiheit Westerholt“
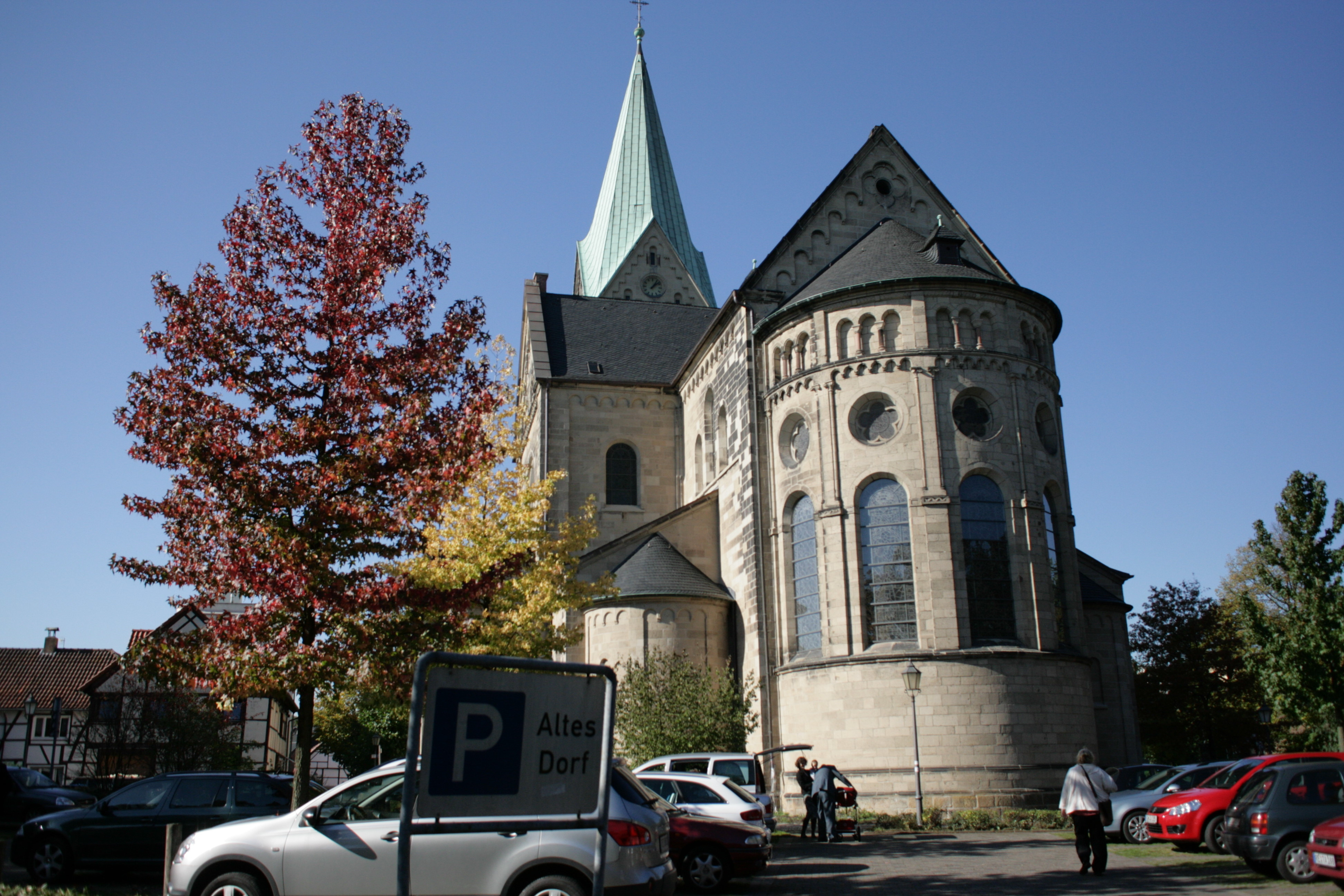
Nieuwe St. Martinuskerk
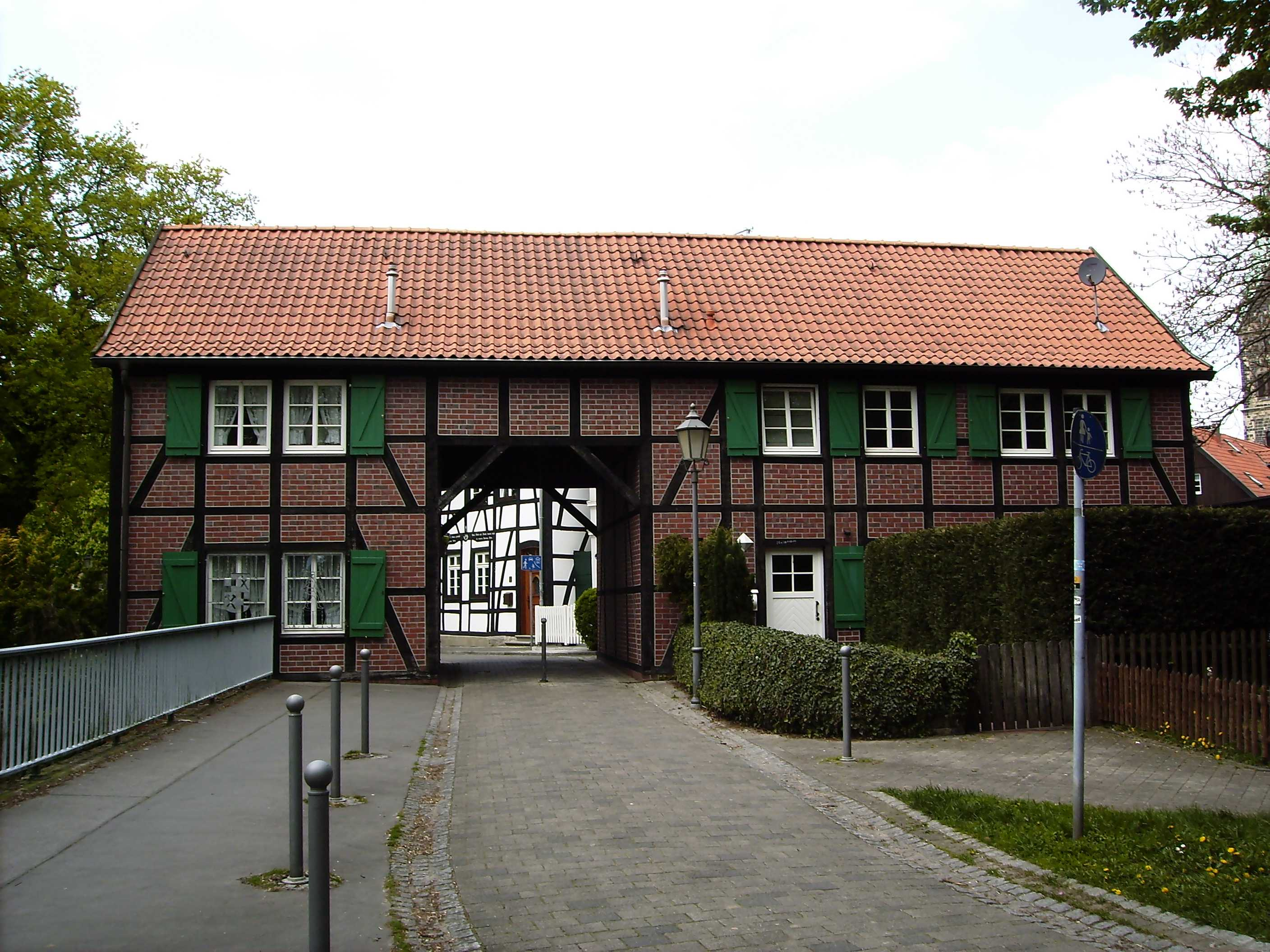
Molenpoort naar de Alte Freiheit
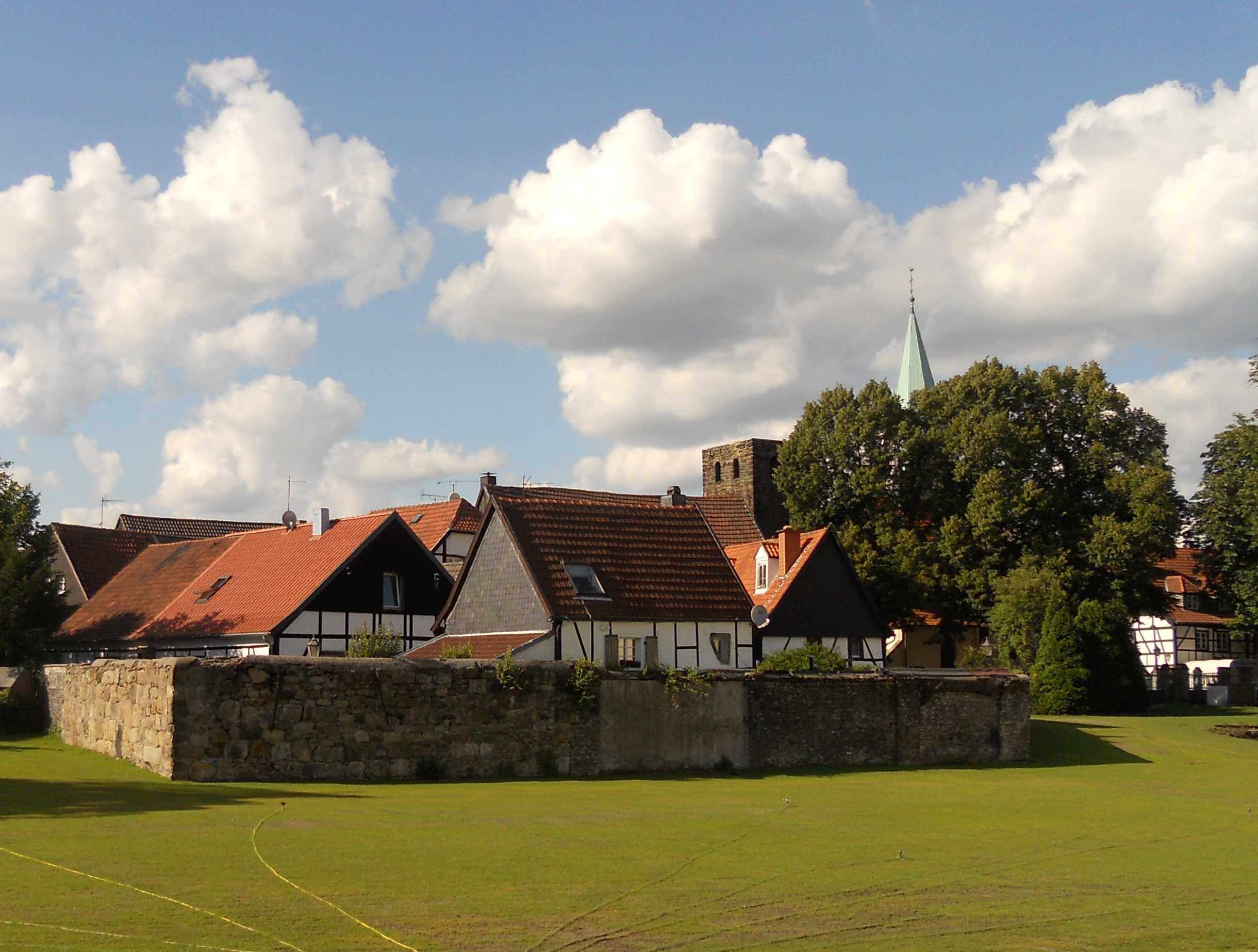
Gezicht vanuit het kasteel op de „Alte Freiheit Westerholt“

- - Kasteel Westerholt (hotel-restaurant) met fraaie tuinen eromheen; aangrenzend is er een golfbaan met 18 holes.
  - De schilderachtige dorpskern
  - Het oude, in 1907 herbouwde, aan Sint Maarten gewijde kerkje, thans slotkapel, is een populaire trouwlocatie.

## Belangrijke personen in relatie tot de gemeente

### Geboren
- Peter Kent (*6 september 1948), Duits popzanger en muziekproducer
- Reinhold Engberding (* 4 juni 1954) Duits beeldend kunstenaar, maakte o.a. sculpturen en installaties; studeerde in de jaren 1990 aan de Kunstacademie in Den Haag en exposeerde in 2009 bij CBKGelderland, Arnhem.
- Kerem Demirbay (1993), Turks voetballer

### Overleden
- Rudi Assauer (Sulzbach, 30 april 1944 – Herten, 6 februari 2019), Duits voetballer, voetbaltrainer en voetbalmanager. Assauer maakte vooral naam als algemeen directeur van Schalke 04.

## Partnergemeentes
- Arras in Frankrijk, sinds 1984
- Schneeberg, deelstaat Saksen, sinds 1990
- Szczytno in Polen, sinds 2009
- Doncaster in Engeland, sinds 1989

## Afbeeldingen

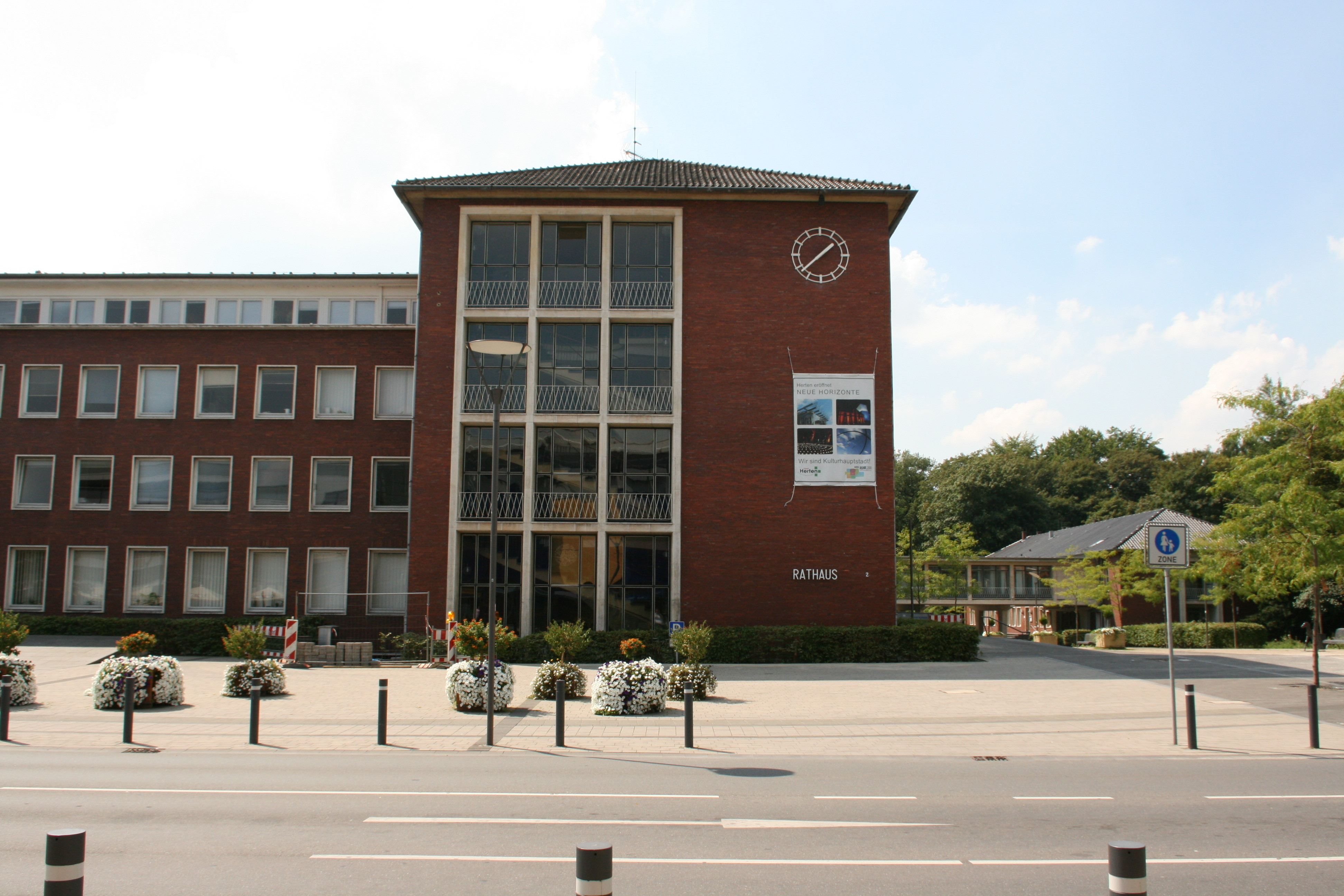
Gemeentehuis
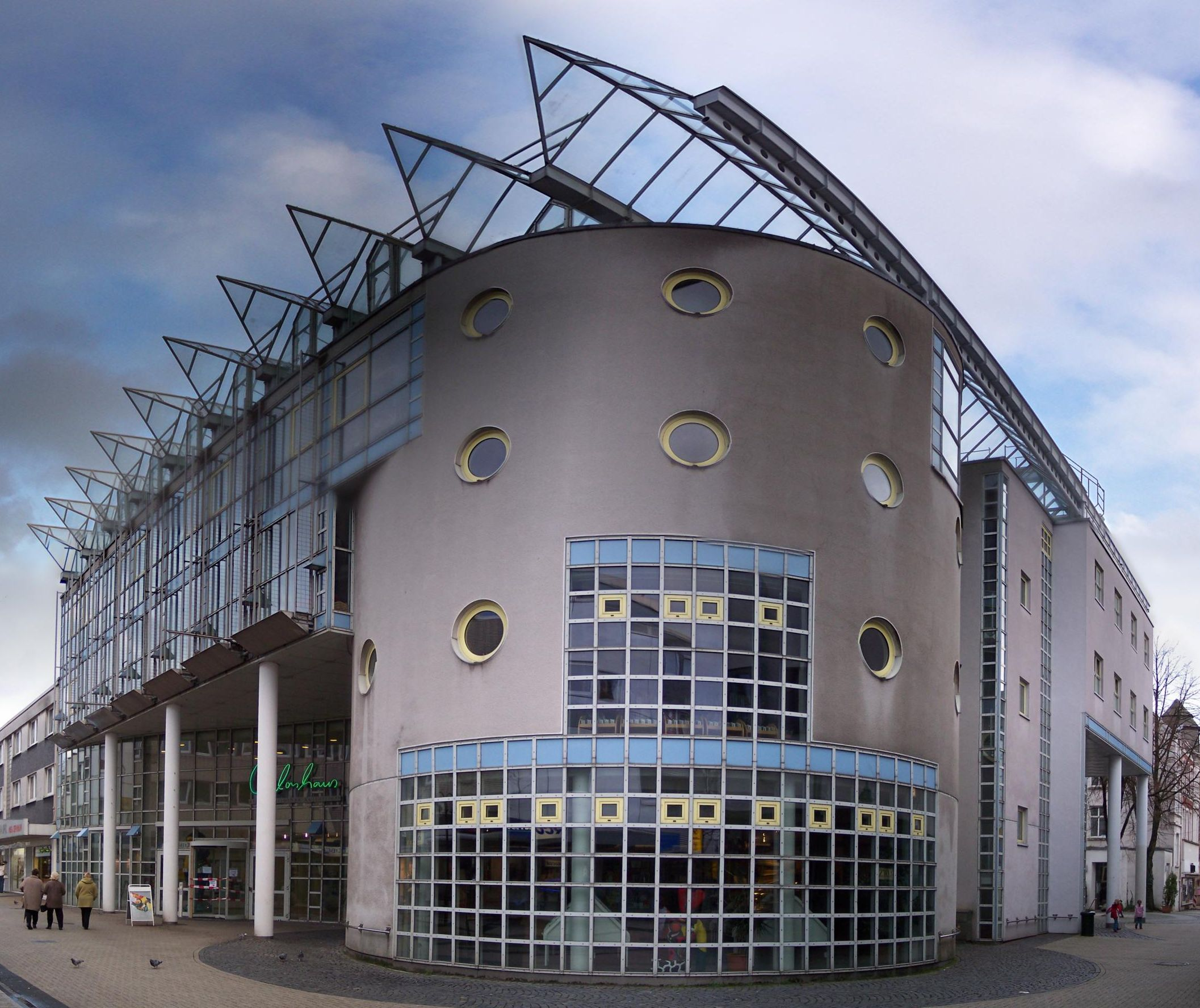
Glashaus Herten (1994), congres-en cultureel centrum annex bibliotheek
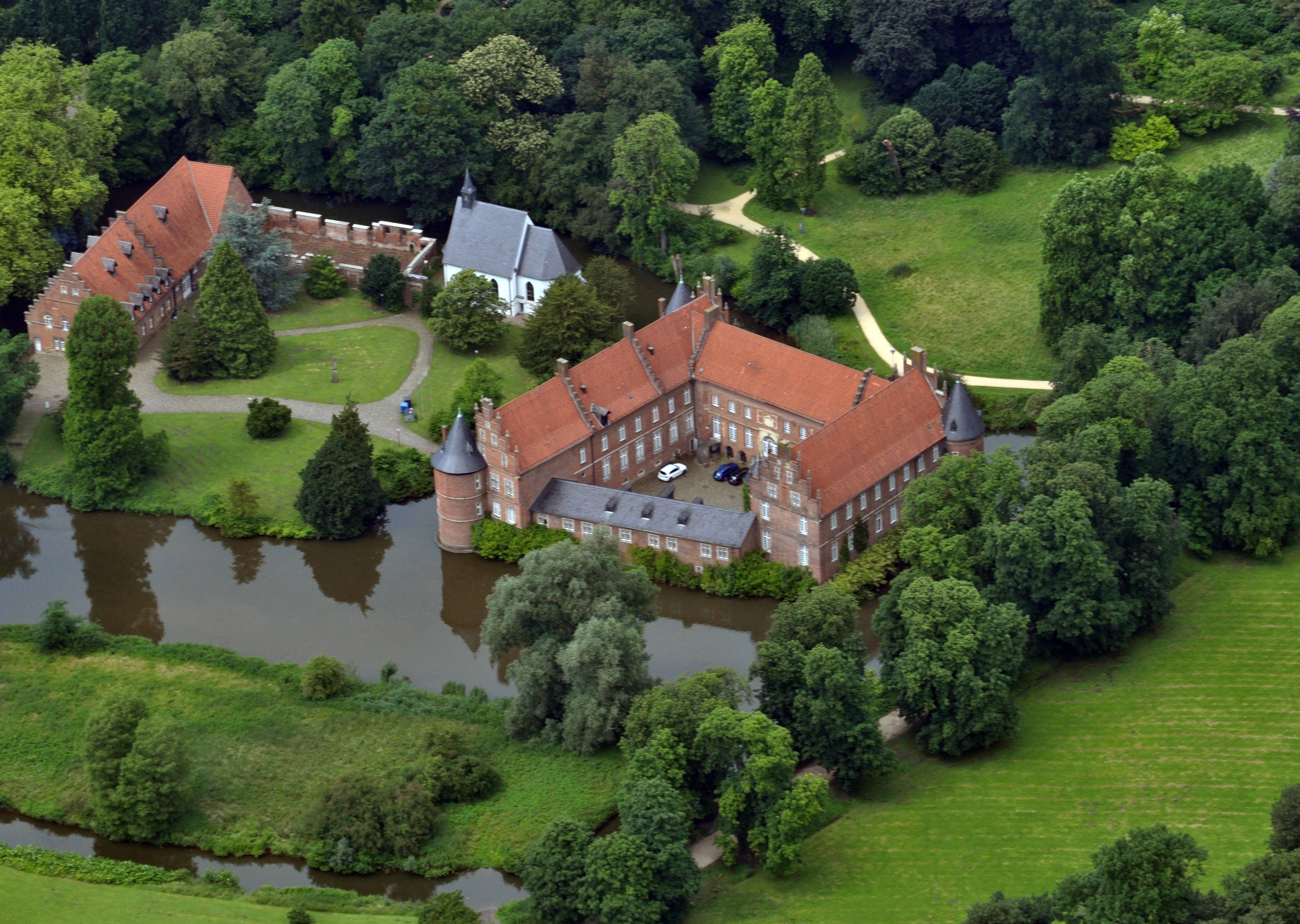
Schloss Herten
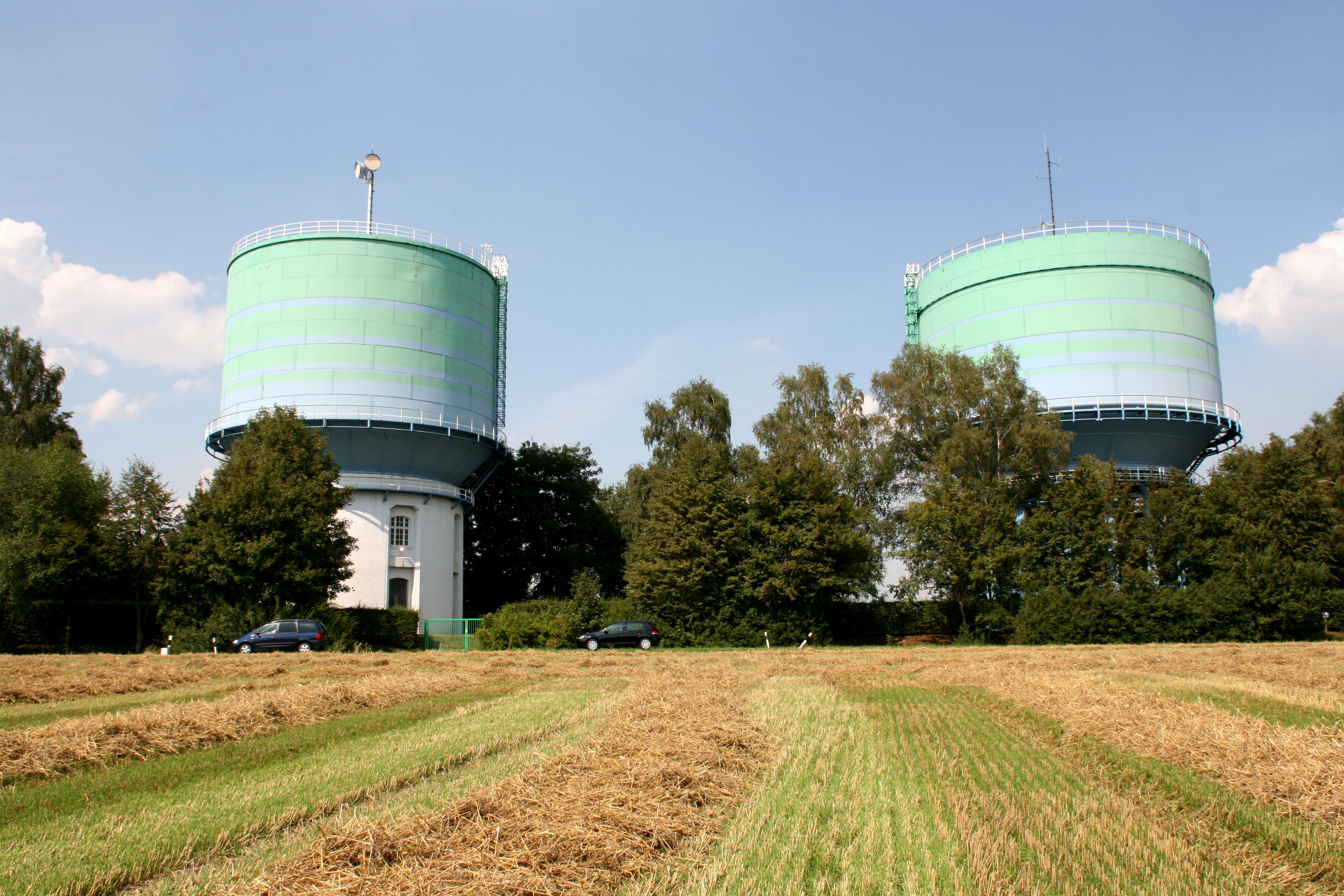
De watertorens
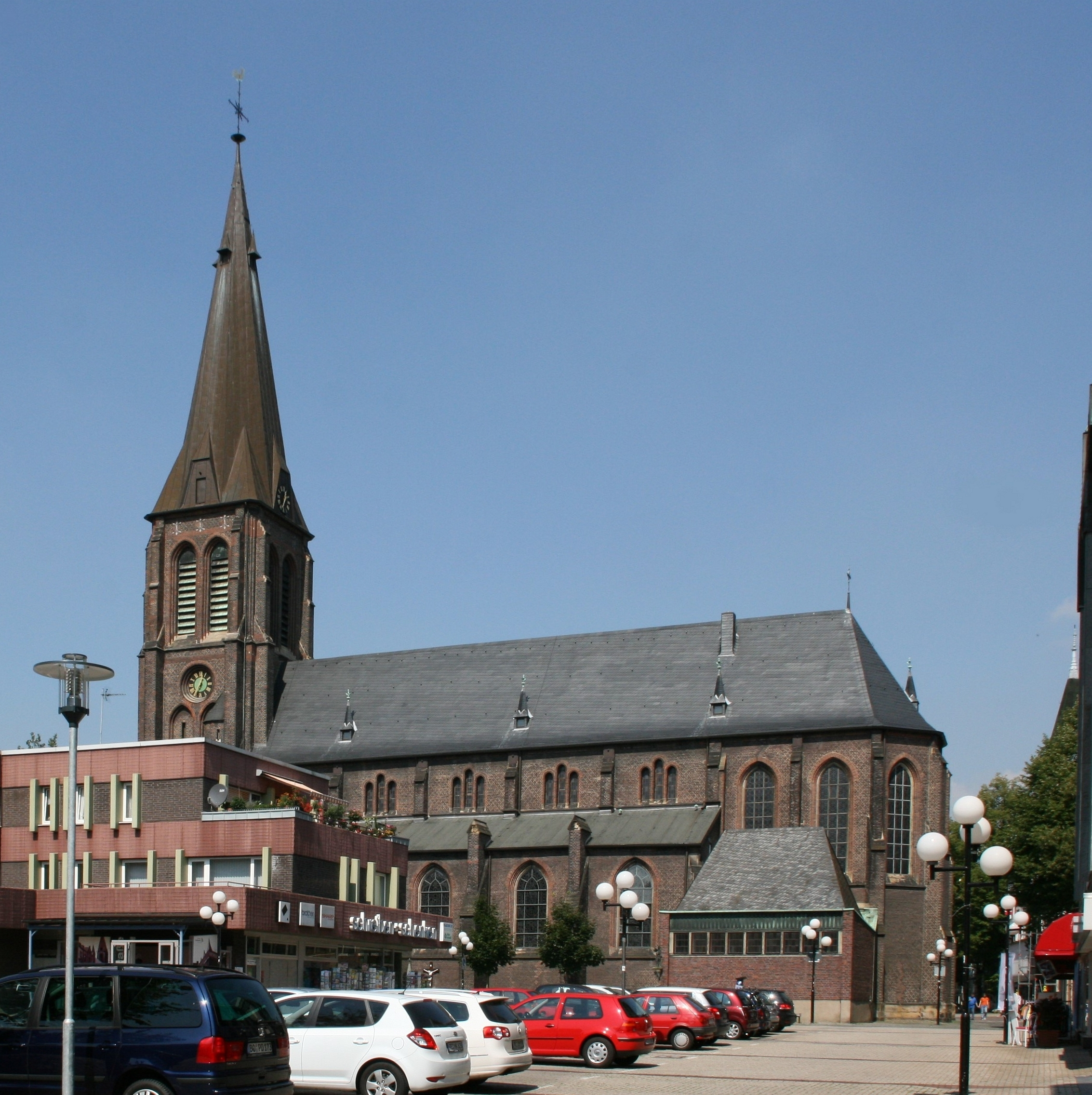
St. Antoniuskerk (1885) midden in Herten, met een door de Nederlandse orgelbouwer Flentrop gerenoveerd orgel
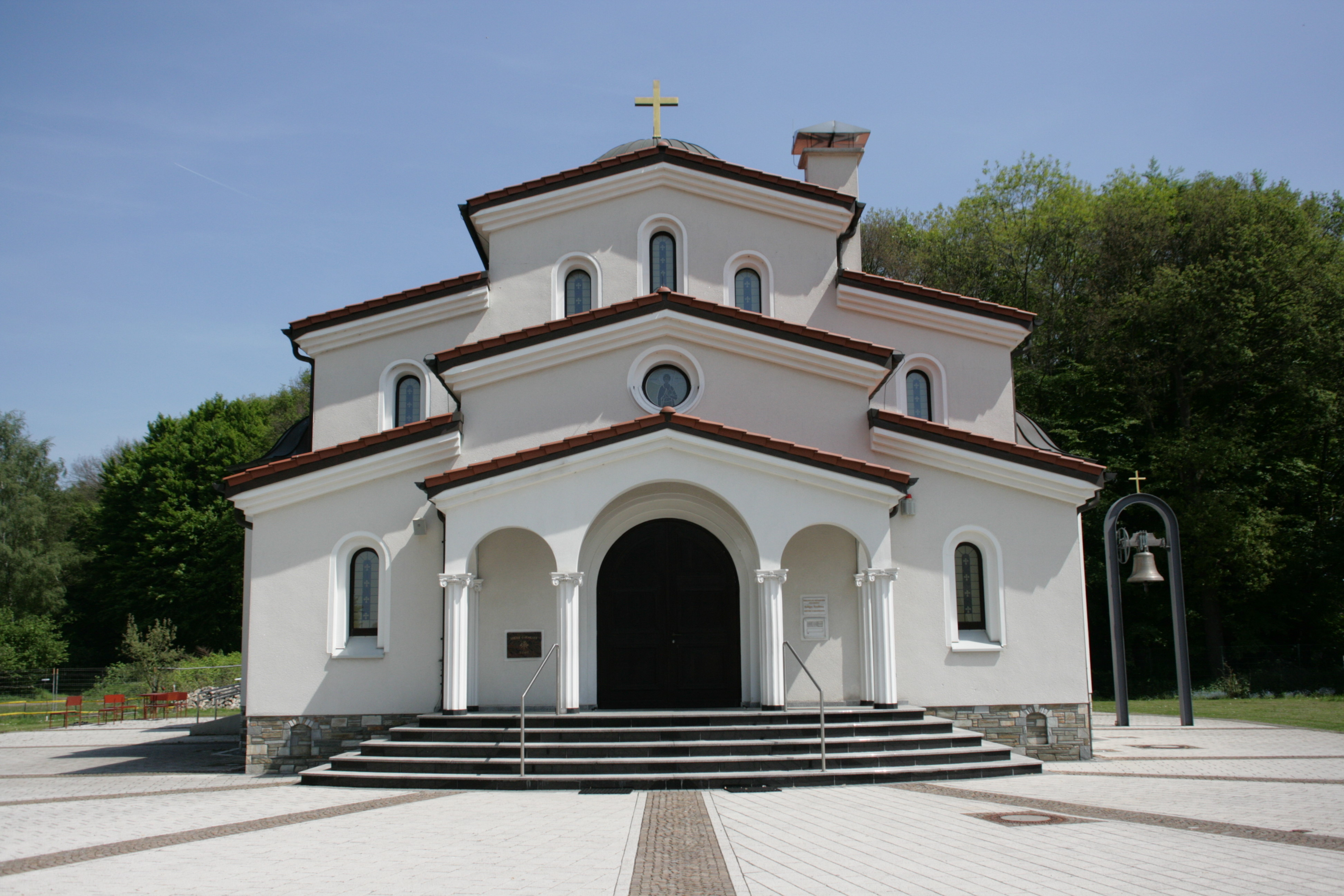
Grieks-Orthodoxe kerk
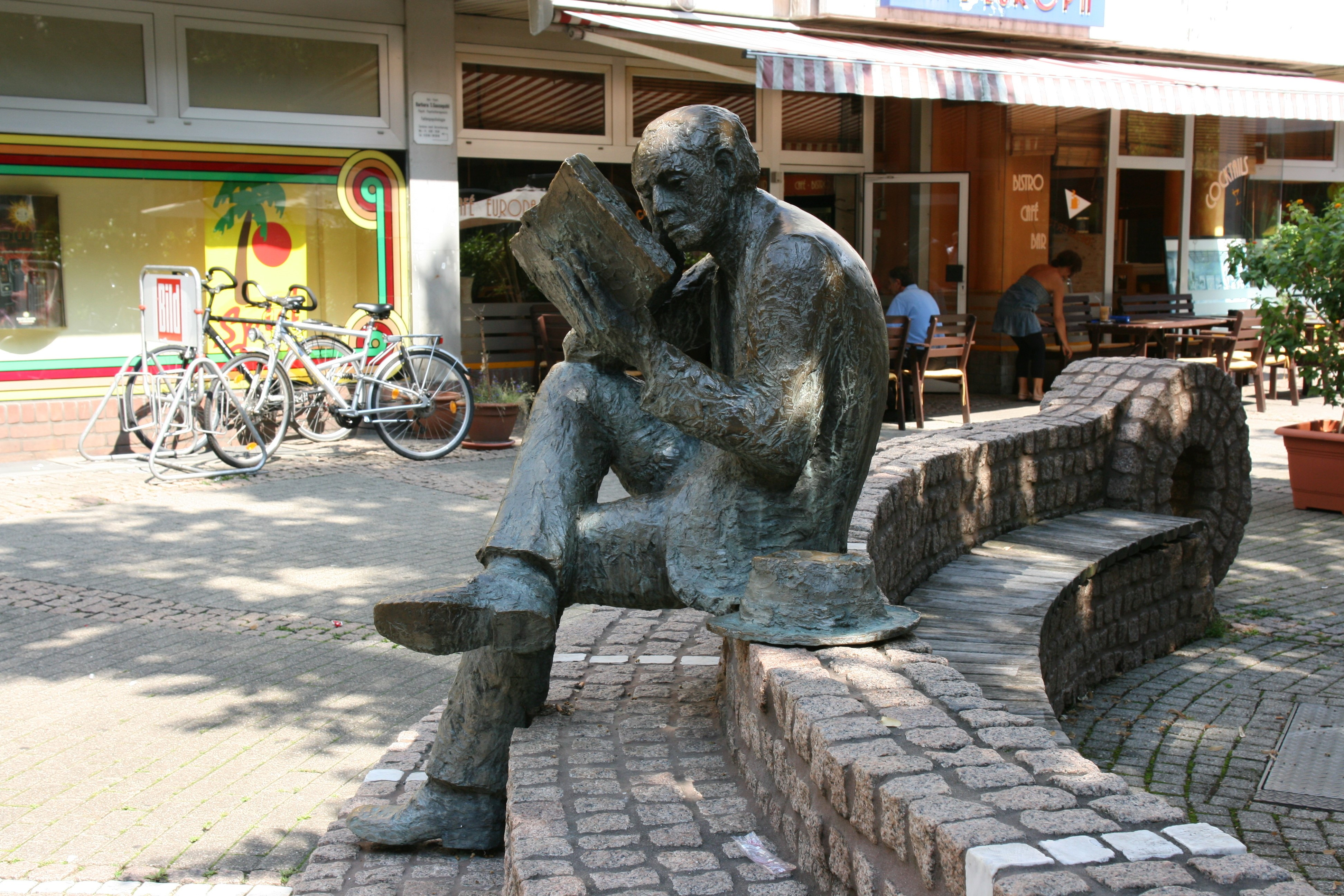
Sculptuur Lesende op de stedelijke beeldenroute
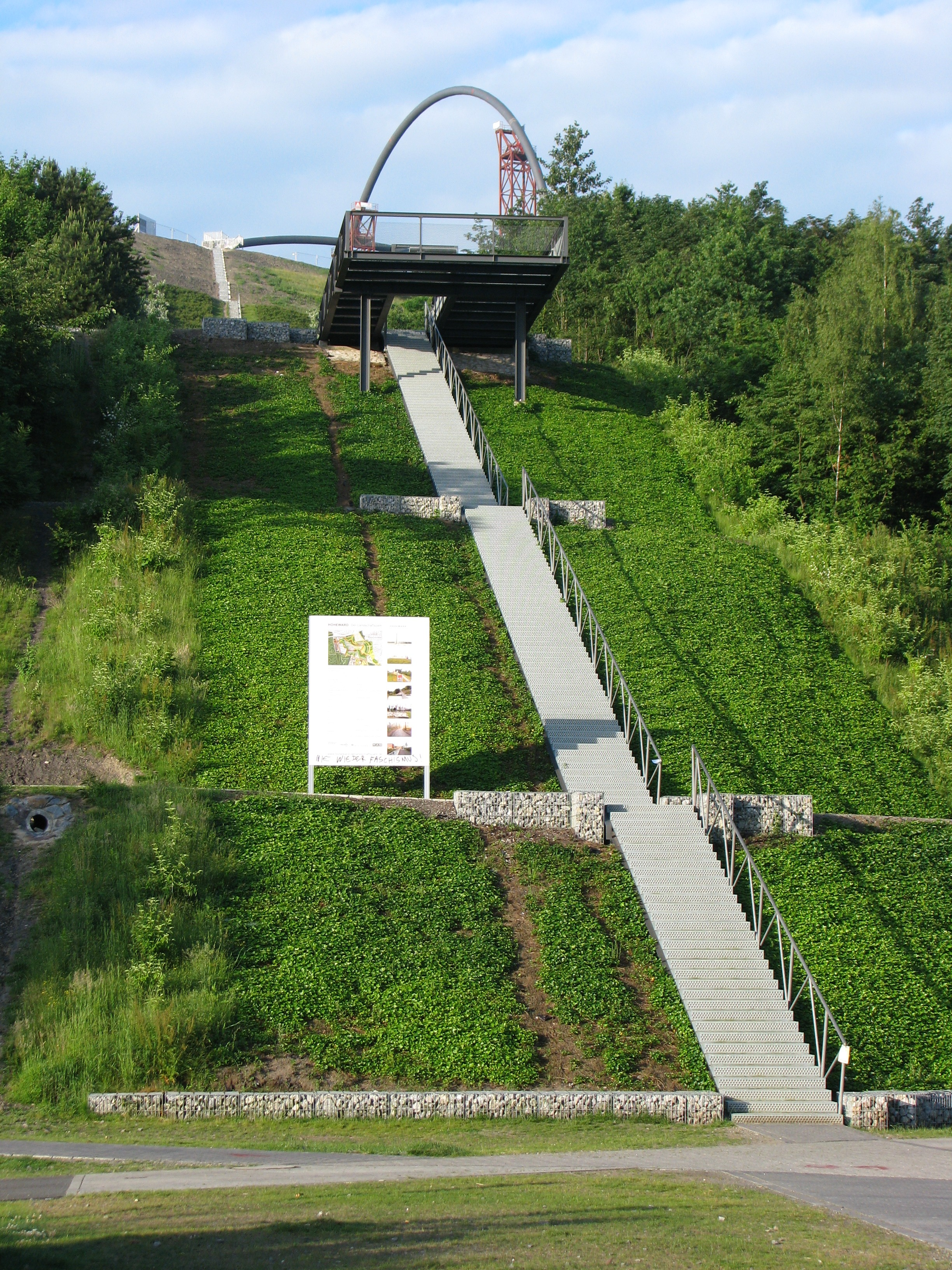
Trap naar boven op de Halde Hoheward
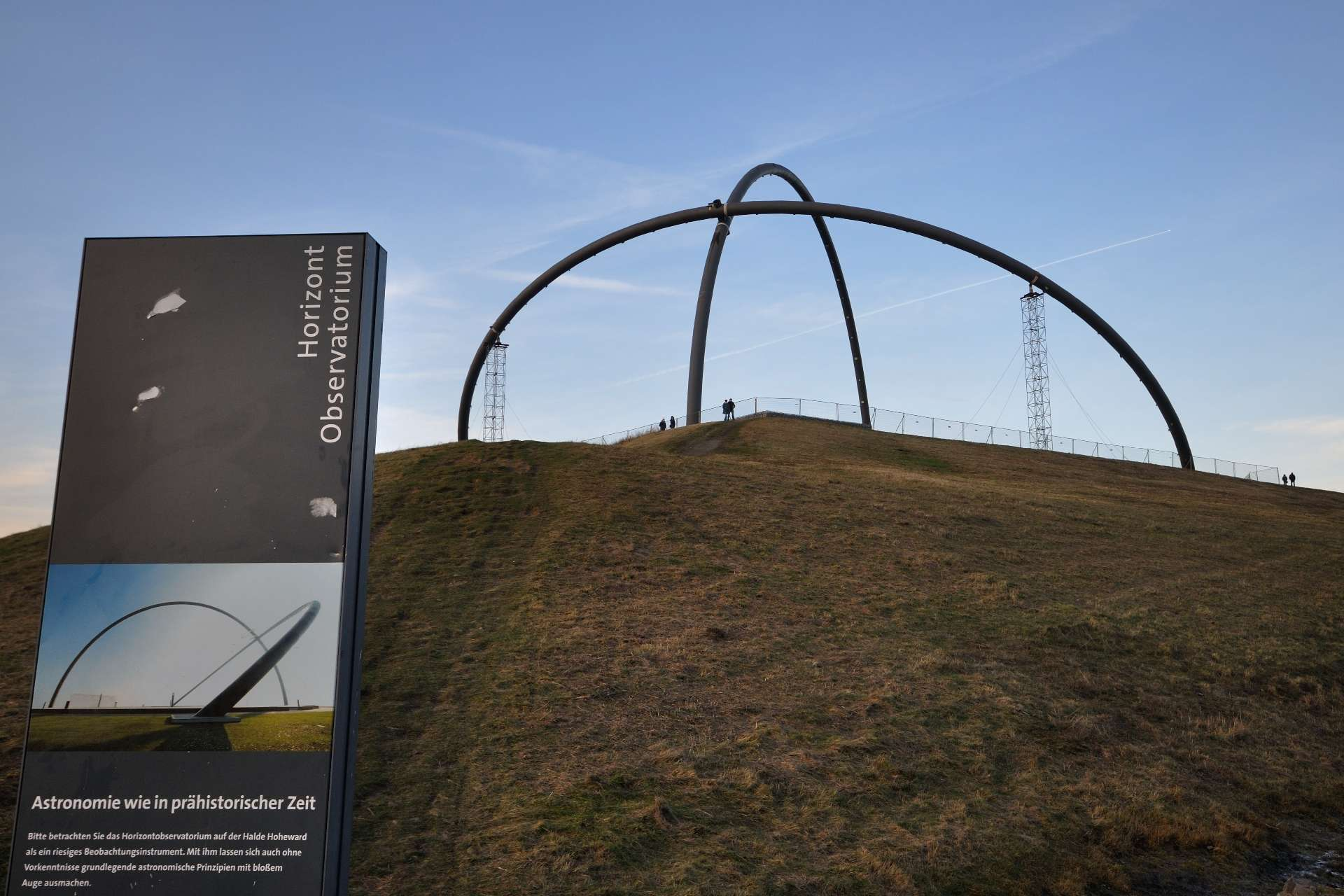
Horizon-observatorium op de Halde Hoheward
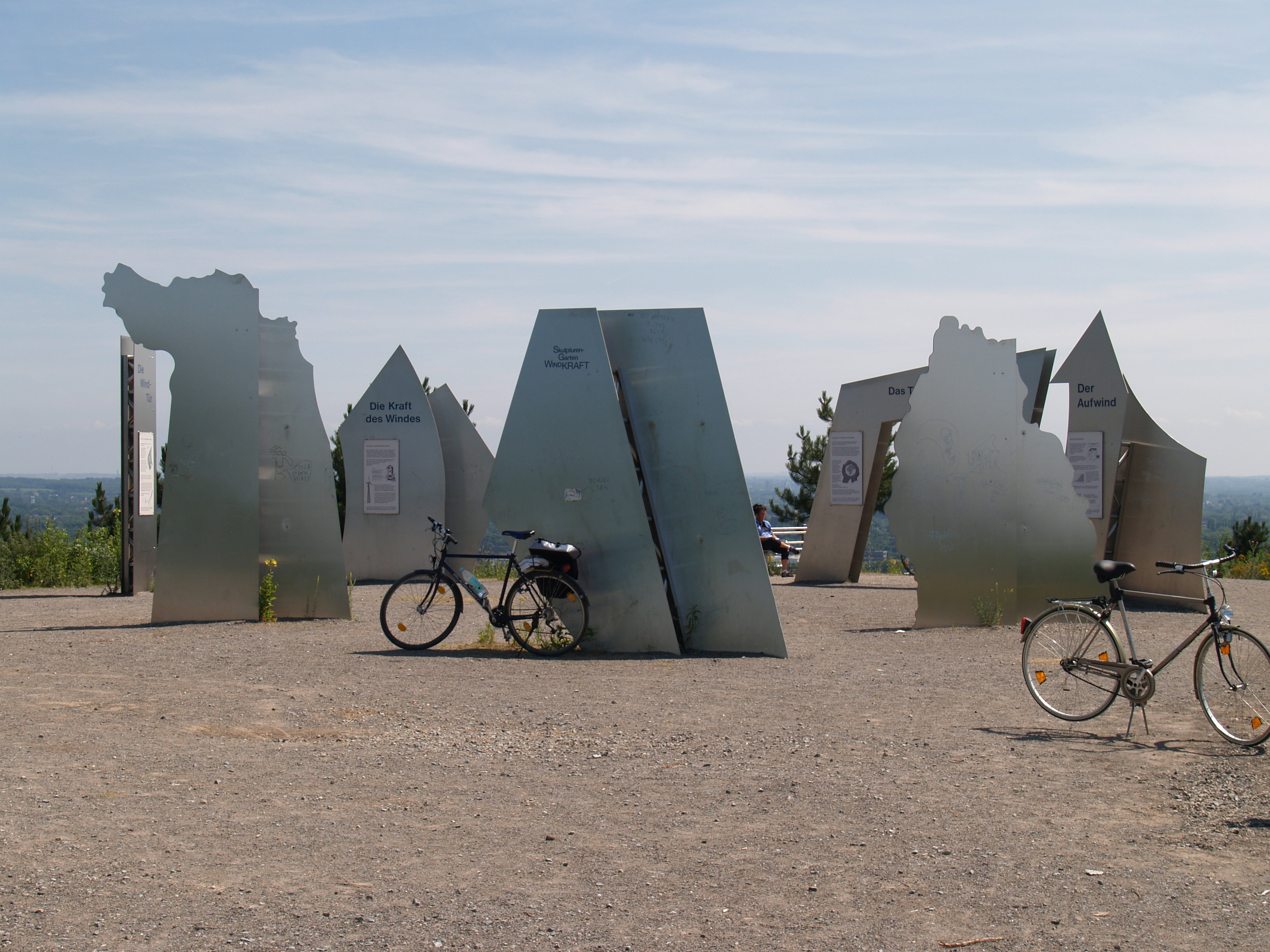
Halde Hoppenbruch, sculpturentuin met thema windenergie,
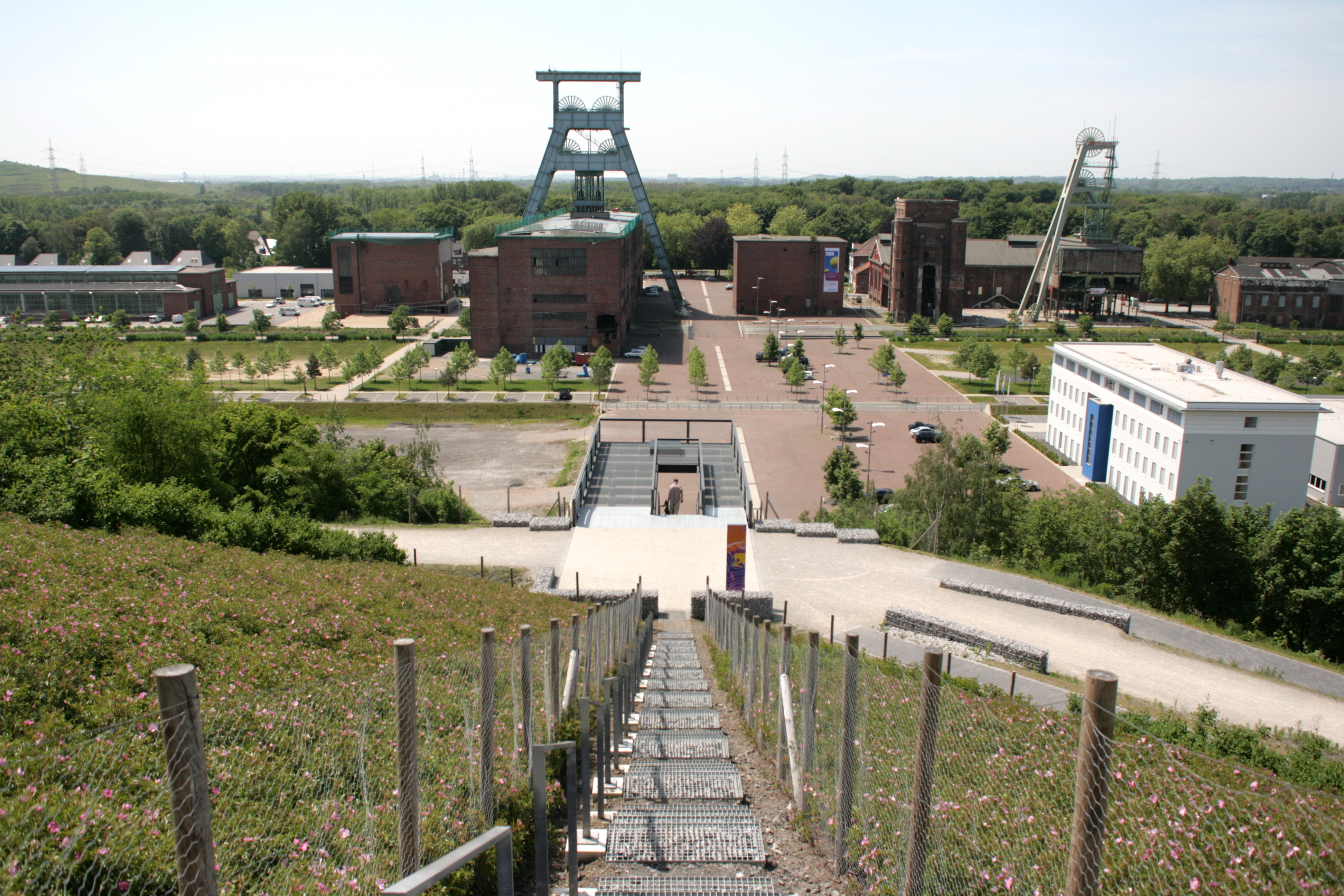
Voormalige kolenmijn Zeche Ewald
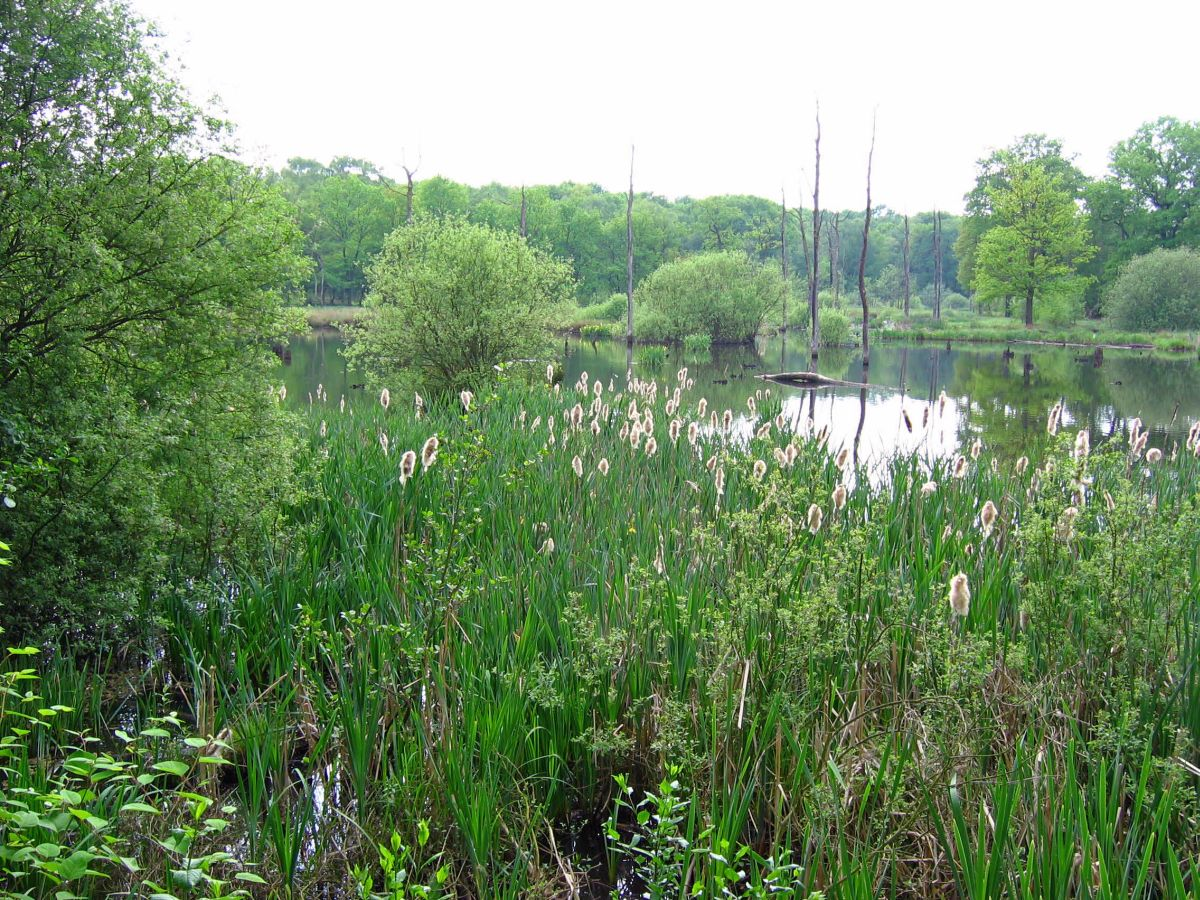
Moeras Emscherbruch bij Herten (natuurreservaat)
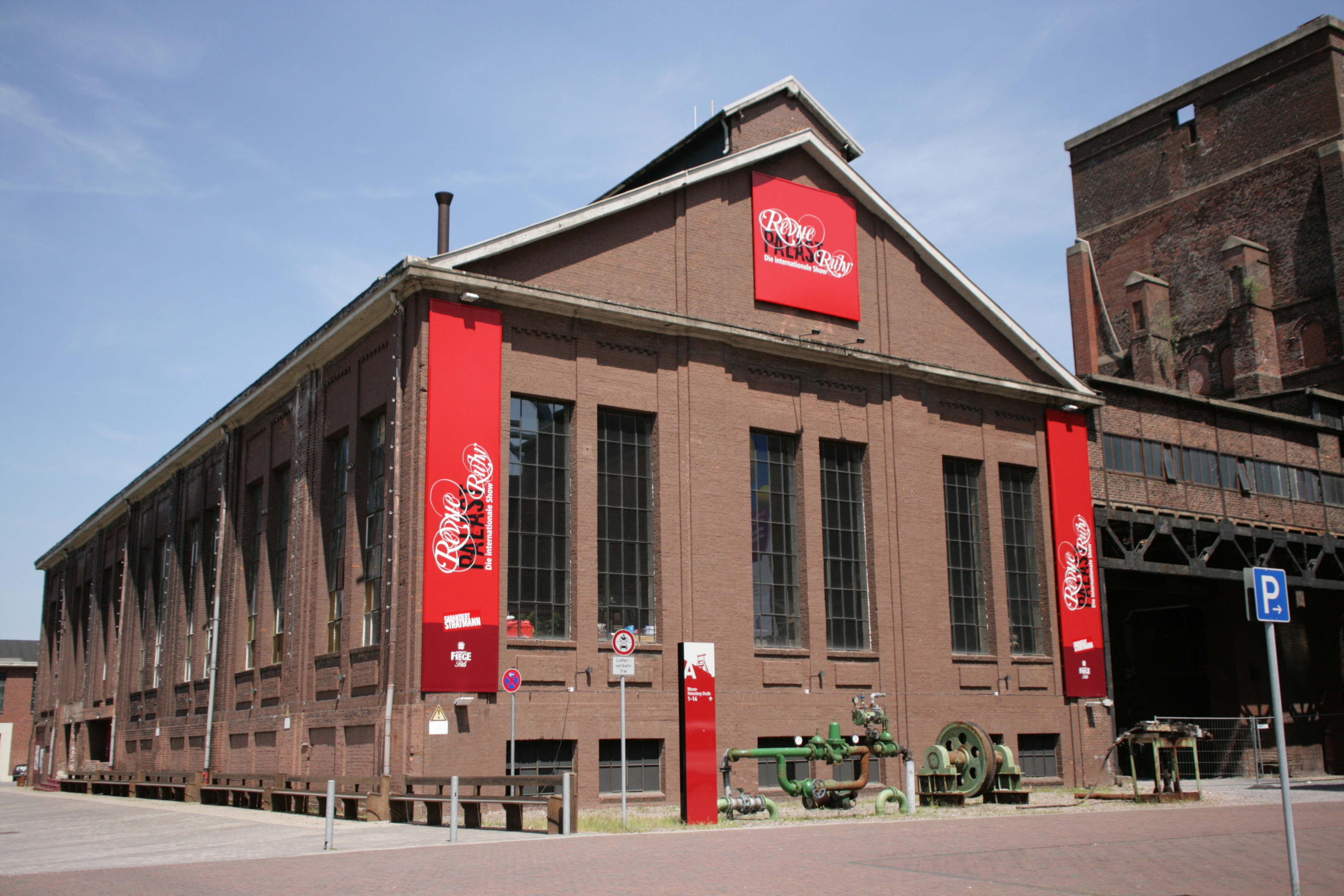
RevuePalast Ruhr (2002) op voormalige Ewald-mijnlocatie
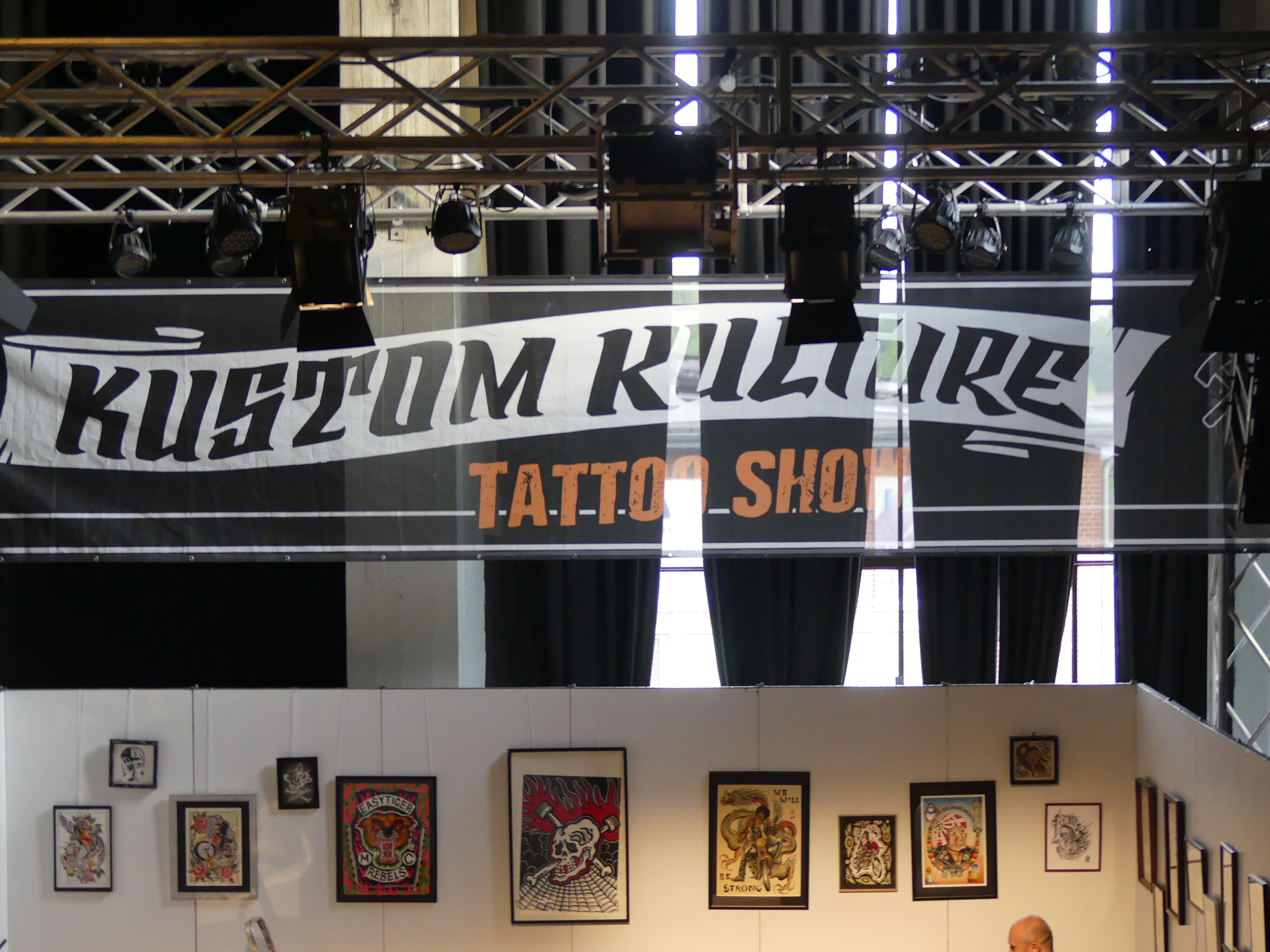
Herten, voormalige mijn Zeche Ewald Kustom Kulture Tattoo Show 2019
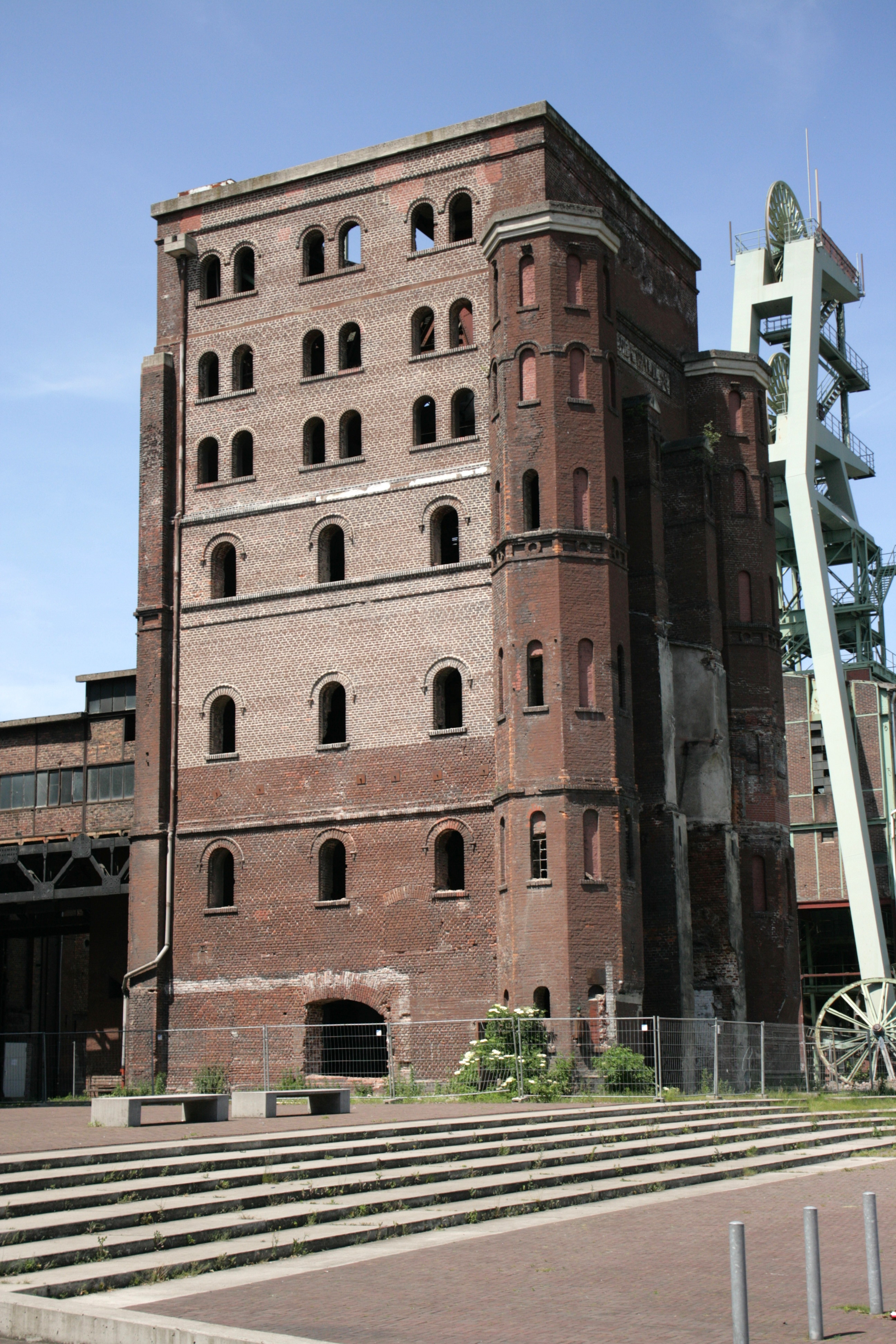
Malakow-toren van de voormalige Zeche Ewald
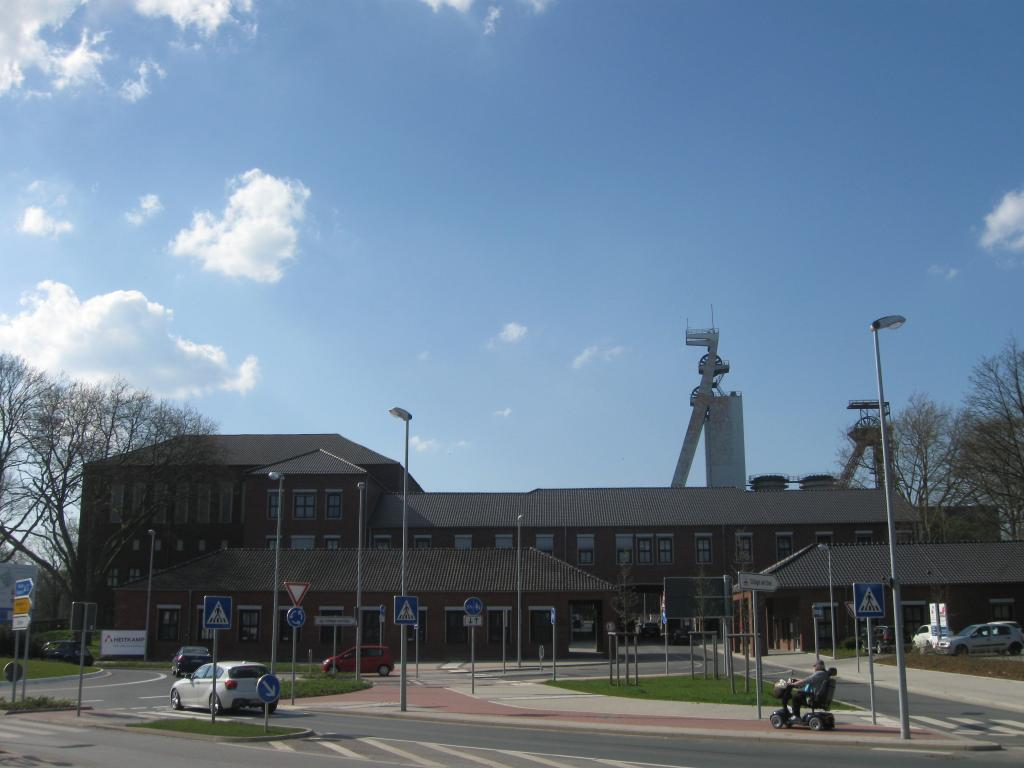
Voormalige mijn Schlägel & Eisen